# Jefferson Alexandre
Jefferson Alexandre (Parigi, 9 agosto 1989) è un giocatore di football americano francese che gioca come wide receiver per i Kuopio Steelers.

## Palmarès
- 1 World Games (2017)
- 1 Europeo (2018)
- 3 Casque de Diamant (Cougars de Saint-Ouen-l'Aumône, 2015, 2016; Black Panthers de Thonon, 2019)
- 1 Vaahteramalja (Kuopio Steelers, 2021)